# 紹瑟德半島

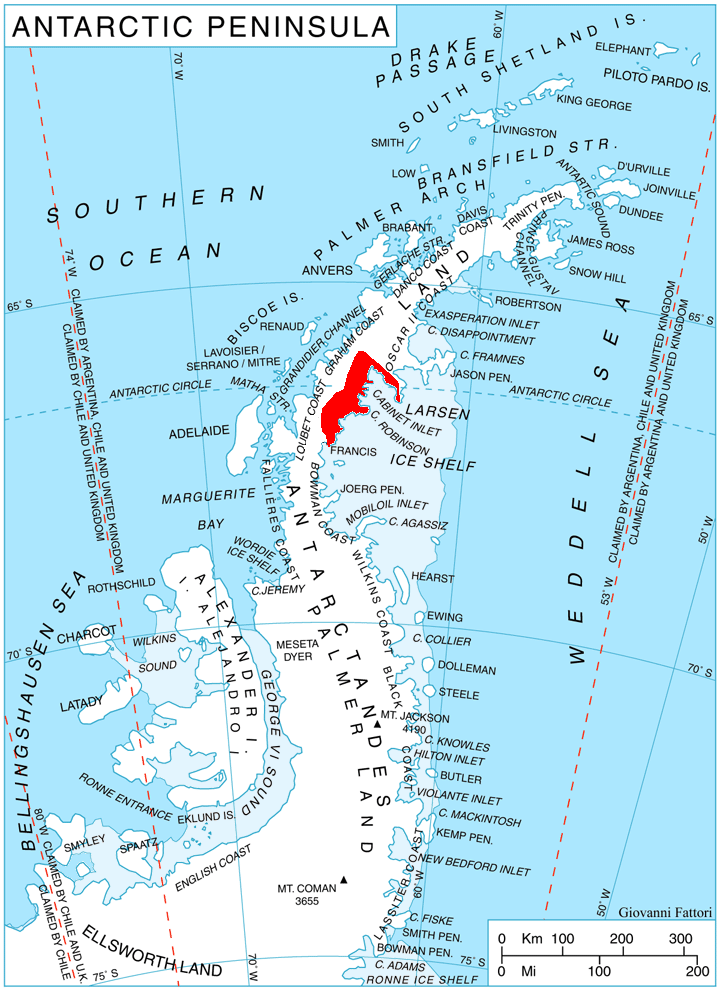

紹瑟德半島（英語：Southard Promontory）是南極洲的半島，位於葛拉漢地的弗因海岸，處於布賴特福斯冰川和艾伯茨冰川之間，長11公里、寬3.7公里，最高點海拔高度1,500米。
66°56′S 64°50′W / 66.933°S 64.833°W